# Петришин Олександр Віталійович
Петришин Олександр Віталійович (нар. 30 квітня 1960, Городок Хмельницької обл.) — український правознавець, доктор юридичних наук з 1999, професор з 2000, член-кореспондент АПНУ з 2002, президент Національної академії правових наук України, дійсний член (академік) НАПрН України. Входить до складу Комітету з Державних премій України в галузі науки і техніки. Член Ради Північно-Східного наукового центру НАН та МОН України, член спеціалізованої вченої ради у Національному юридичному університеті імені Ярослава Мудрого. Був членом експертної ради в галузі юридичних наук та Президії ВАК України. Суддя Конституційного Суду України від 21 вересня 2022 року (за квотою Президента України).
Член Комісії з питань правової реформи з 7 серпня 2019 року.
Кавалер ордена «За заслуги» III ступеня (2020).
26 листопада 2021 року призначений суддею Конституційного Суду України. 21 вересня 2022 року склав присягу судді Конституційного Суду.

## Кар'єра
У 2003 році Олександр Петришин разом із професором Юрієм Битяком підготував науковий висновок від Національної юридичної академії імені Ярослава Мудрого. У висновку він розтлумачив Конституцію України у спосіб, який дозволяв тодішньому президенту Леоніду Кучмі бути обраним Президентом України на третій строк поспіль.
КСУ поклав висновок О. Петришина, серед іншого, в основу відповідного свого рішення, таким чином правило Конституції України про те, що «одна й та сама особа не може бути Президентом України більше, ніж два строки підряд» не було застосовано з урахуванням юридичних принципів дії норм у часі. По суті, з моменту прийняття Конституції, Л. Кучма обирався не більше двох разів, що не є порушенням її норм. І не коректро говорити про обхід норм Конституції, як наводиться в окремих джерелах..
У 2019 р. Олександр Петришин «на догоду ВККС підготував аналогічний висновок, у якому стверджував: члени Громадської ради доброчесності не мають права оскаржувати до суду протиправні дії Вищої кваліфкомісії суддів, оскільки самої ГРД немає у реєстрі громадських організацій».